# Zabytki w Gorlicach
Zabytki Gorlic – obiekty z minionych epok mające dużą wartość historyczną, wpisane do rejestru zabytków województwa małopolskiego, znajdujące się w granicach administracyjnych Gorlic.

## Zespół pałacowo-parkowy w Siarach

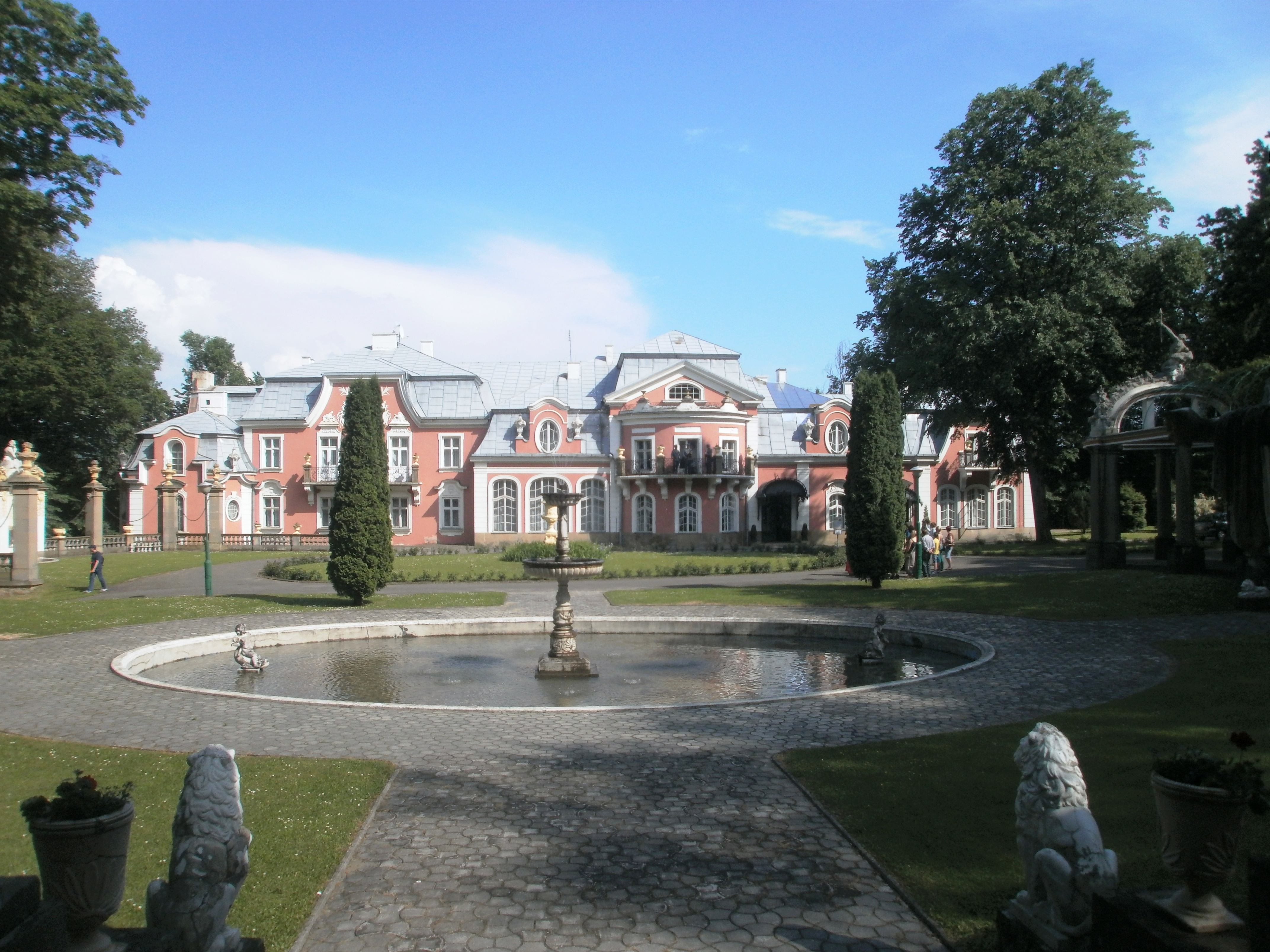
Pałac w Siarach

Dwór otoczony parkiem, znajdujący się dawniej w miejscowości Siary. Budynek zaprojektowany został przez atelier architektoniczne Fellner & Helmer. Wybudowany w latach 1900–1908. Wykonany w stylu wiedeńskiej secesji z elementami neobarokowymi. Inicjatorem budowy kompleksu był galicyjski przemysłowiec naftowy Władysław Długosz.
Numer rejestru: A-201/76 z 25.11.1976

## Synagoga Duża

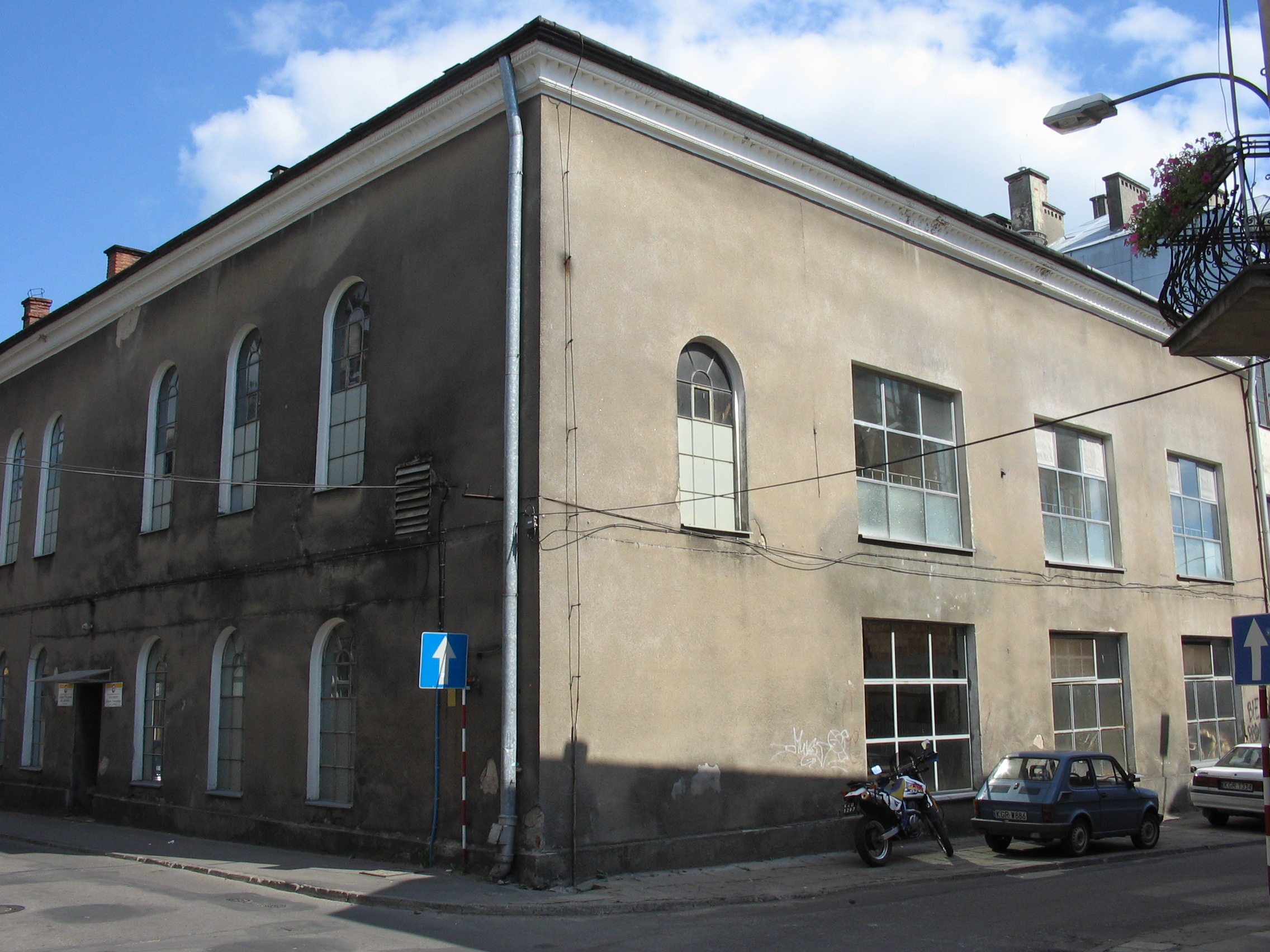
Synagoga Duża

Synagoga została zbudowana w XVIII wieku. W 1874 roku synagoga spłonęła, podczas odbudowy wykonano nowe polichromie,  ujednolicono wystrój elewacji oraz wprowadzono do głównej sali modlitewnej sklepienie kolebkowe na gurtach. Podczas II wojny światowej wnętrze synagogi zostało zdewastowane przez hitlerowców. Po zakończeniu wojny budynek pełni inne funkcje. Na ścianie synagogi znajduje się tablica pamiątkowa upamiętniająca około 2500 Żydów z powiatu gorlickiego zamordowanych podczas okupacji przez Niemców.
Numer rejestru: A-781 z 07.08.1995

## Kapliczka z rzeźbą Jezusa Frasobliwego

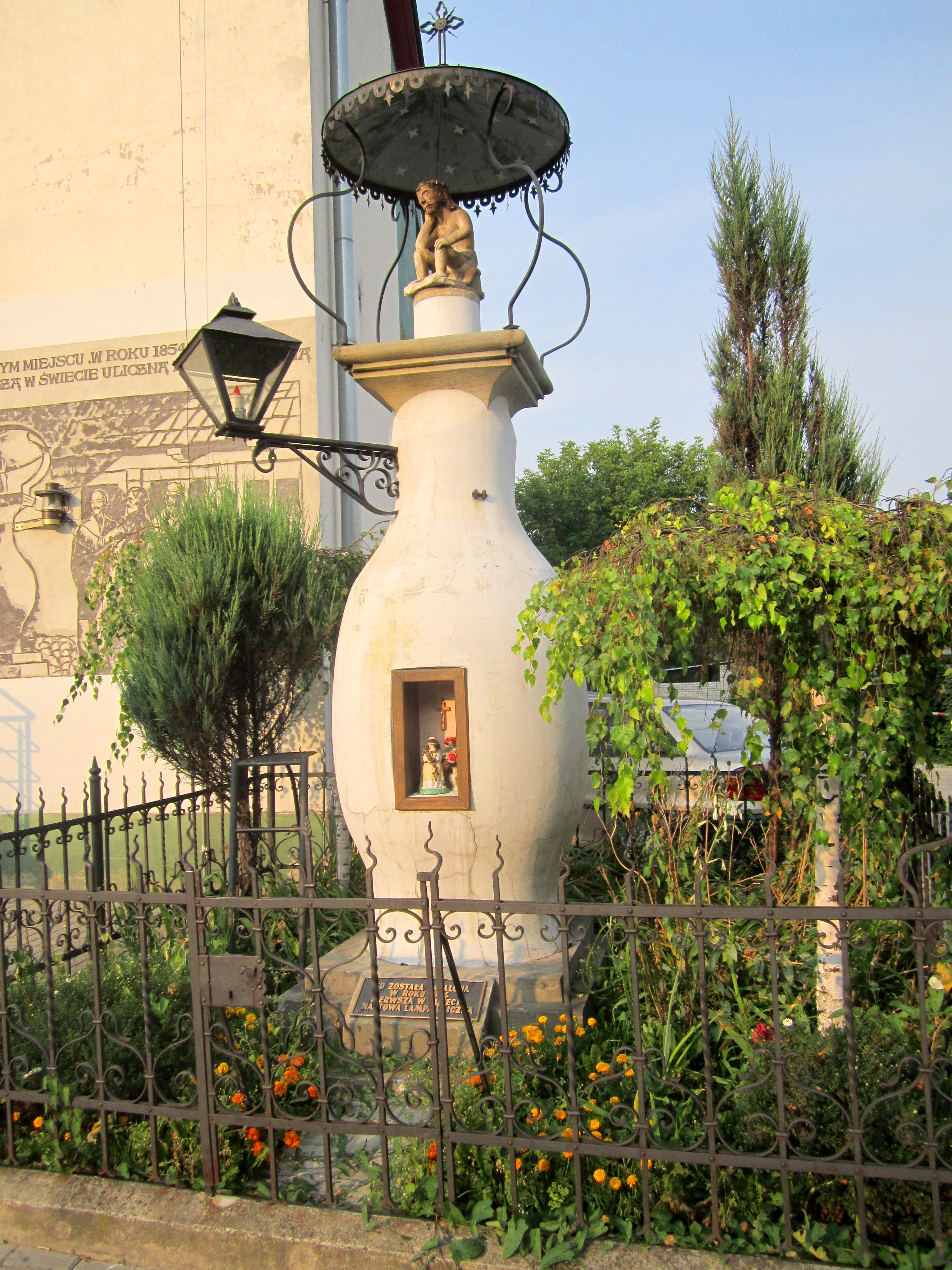
Kapliczka z figurą Jezusa Frasobliwego

Kapliczka ma kształt szklanej osłony dawnej lampy naftowej. Dokładnie w tym miejscu w 1854 roku zapłonęła pierwsza uliczna lampa naftowa. Została skonstruowana przez Ignacego Łukasiewicza. Dla upamiętnienia tego wydarzenia w historycznym punkcie miasta postawiono kapliczkę z repliką XVI – wiecznej rzeźby Chrystusa Frasobliwego. Jej oryginał znajduje się w zbiorach Muzeum Regionalnego PTTK w Gorlicach przy ul. Wąskiej.
Numer rejestru: A-600 z 25.08.1989

## Park Miejski
Park Miejski im. Wojciecha Biechońskiego, położony jest w widłach rzek Ropy i Sękówki. Został utworzony w latach 1887-1902 z inicjatywy Wojciecha Biechońskiego, burmistrza Gorlic. W parku znajdują się pomniki Juliusza Słowackiego i Kazimierza Pułaskiego oraz popiersie popiersie założyciela parku. 
Numer rejestru: A-195 z 30.08.1985

## Cmentarze

### Cmentarz parafialny

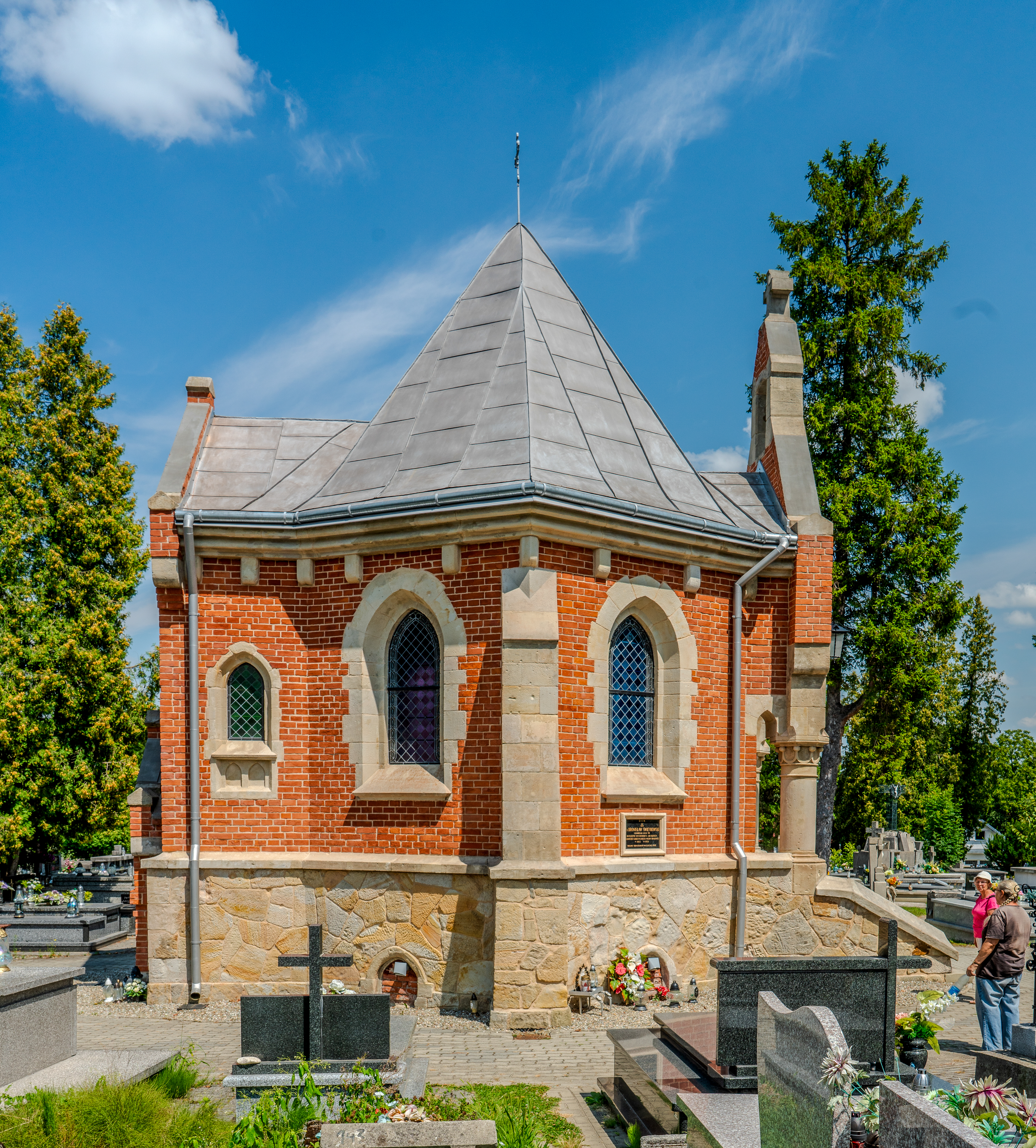
Kaplica Miłkowskich na cmentarzu parafialnym

Cmentarz został założony w II połowie XVIII wieku. Podzielony jest na pięć sektorów, alejki obsadzone są głównie lipami.  Nekropolię otacza ceglano-kamienny mur z czterema bramami. Trzyskrzydłowa brama główna wykonana jest z kutych artystycznie prętów ułożonych w geometryczne wzory, zwieńczona łacińskim krzyżem. Przy głównej alei wznoszą się dwie kaplice rodowe z początku XX wieku:
- neorenesansowa kaplica Płockich
- neogotycka kaplica Miłkowskich

Numer rejestru: A-836 z 30.09.1997

### Cmentarz żydowski
Cmentarz żydowski, o powierzchni 1,59 ha, został założony w II połowie XVIII wieku. Podczas okupacji niemieckiej uległ zniszczeniu. Zachowało się około 500 nagrobków oraz wiele fragmentów. W czasie II wojny światowej cmentarz był miejscem masowych egzekucji ludności żydowskiej.
Numer rejestru: A-604 z 20.12.1989

### Cmentarze wojskowe z okresu I wojny światowej

#### Cmentarz wojenny nr 87 „Nowodwór”

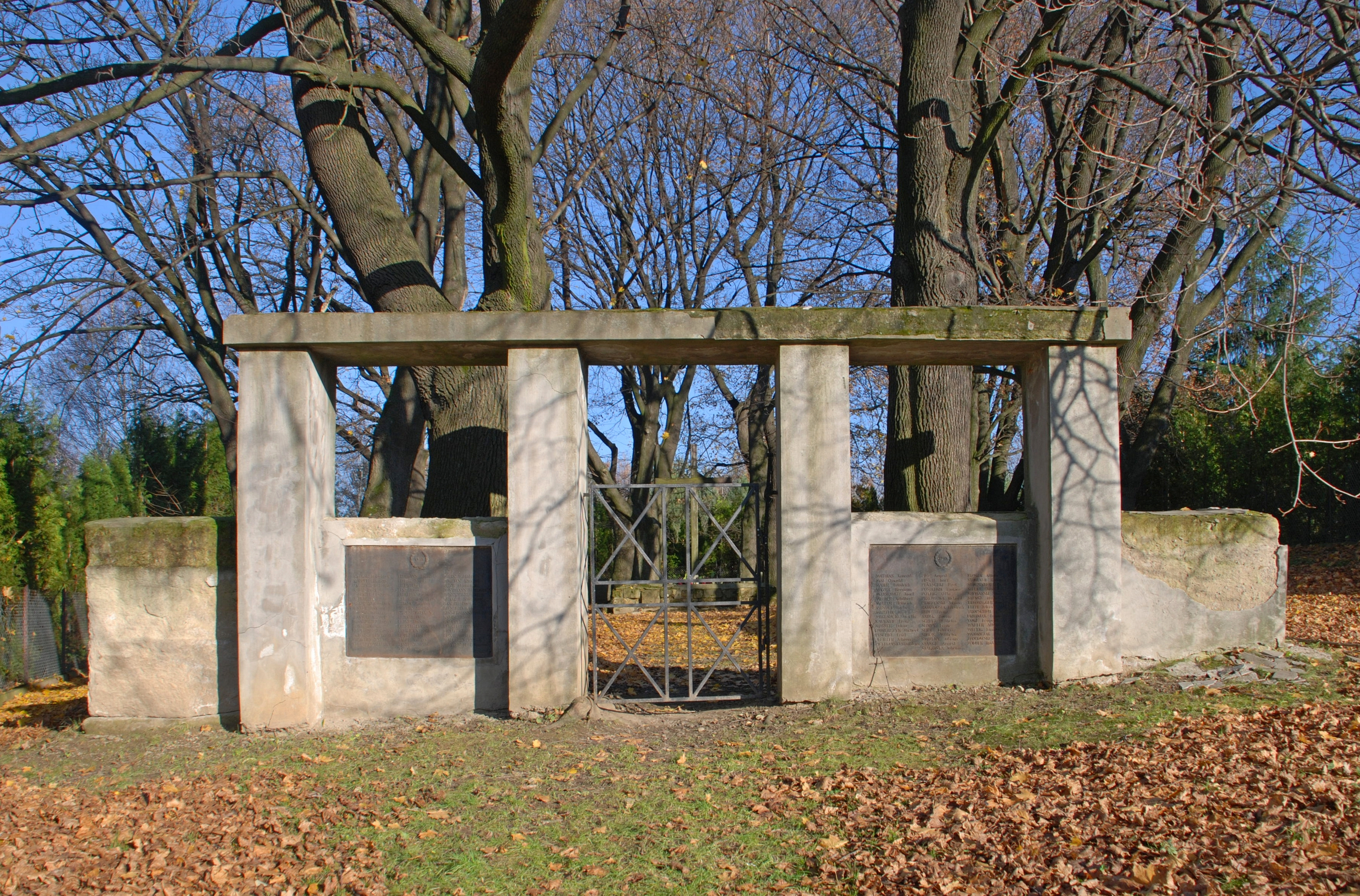
Cmentarz wojenny nr 87 "Nowodwór"

Zaprojektowany przez austriackiego architekta Hansa Mayra. Spoczywa na nim 81 żołnierzy austriackich, 57 żołnierzy niemieckich oraz 66 żołnierzy rosyjskich w 45 grobach zbiorowych i 7 pojedynczych. 
Numer rejestru: A-634 z 30.10.1991

#### Cmentarz wojenny nr 88 „Sokół”
Zaprojektowany przez austriackiego architekta Hansa Mayra jako cmentarz samodzielny. Pochowano na nim 20 żołnierzy austriacko-węgierskich i 100 rosyjskich w 28 grobach zbiorowych i 23 pojedynczych.
Numer rejestru: A-635 z 30.10.1991

#### Cmentarz wojenny nr 91 „Korczak”

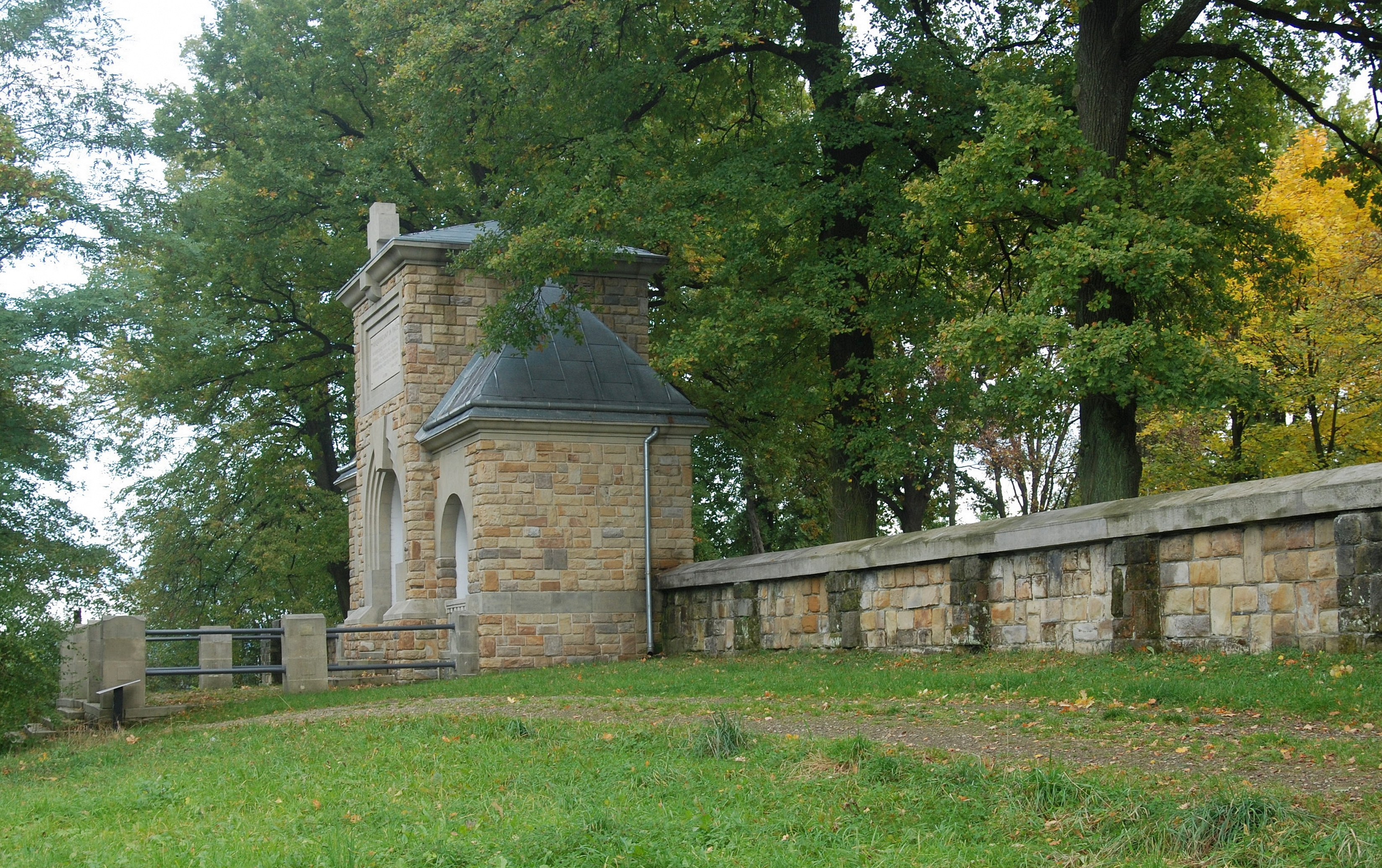
Cmentarz wojenny nr 91 "Korczak"

Cmentarz wojskowy nr 91 usytuowany na tzw. Górze Cmentarnej. Na cmentarzu tym spoczęli polegli żołnierze w okresie od listopada 1914 do maja 1915 roku. Większość z 913 spoczywających tu żołnierzy zginęła w dniu 2 maja 1915 podczas tzw. operacji gorlickiej. Cmentarz zaprojektowany został przez architekta Emila Ladewiga. W centralnej części cmentarza znajduje się kamienny krzyż łaciński.
Numer rejestru: A-636 z 04.11.1991

#### Cmentarz wojenny nr 92 „Stróżówka”
Cmentarz ma kształt wielokąta złożonego z dwóch prostokątów o powierzchni około 86 m². Na cmentarzu jest pochowanych 98 żołnierzy rosyjskich w pięciu grobach zbiorowych. Polegli w maju 1915 roku.
Numer rejestru: A-659 02.03.1993

#### Cmentarz wojenny nr 98 „Glinik”

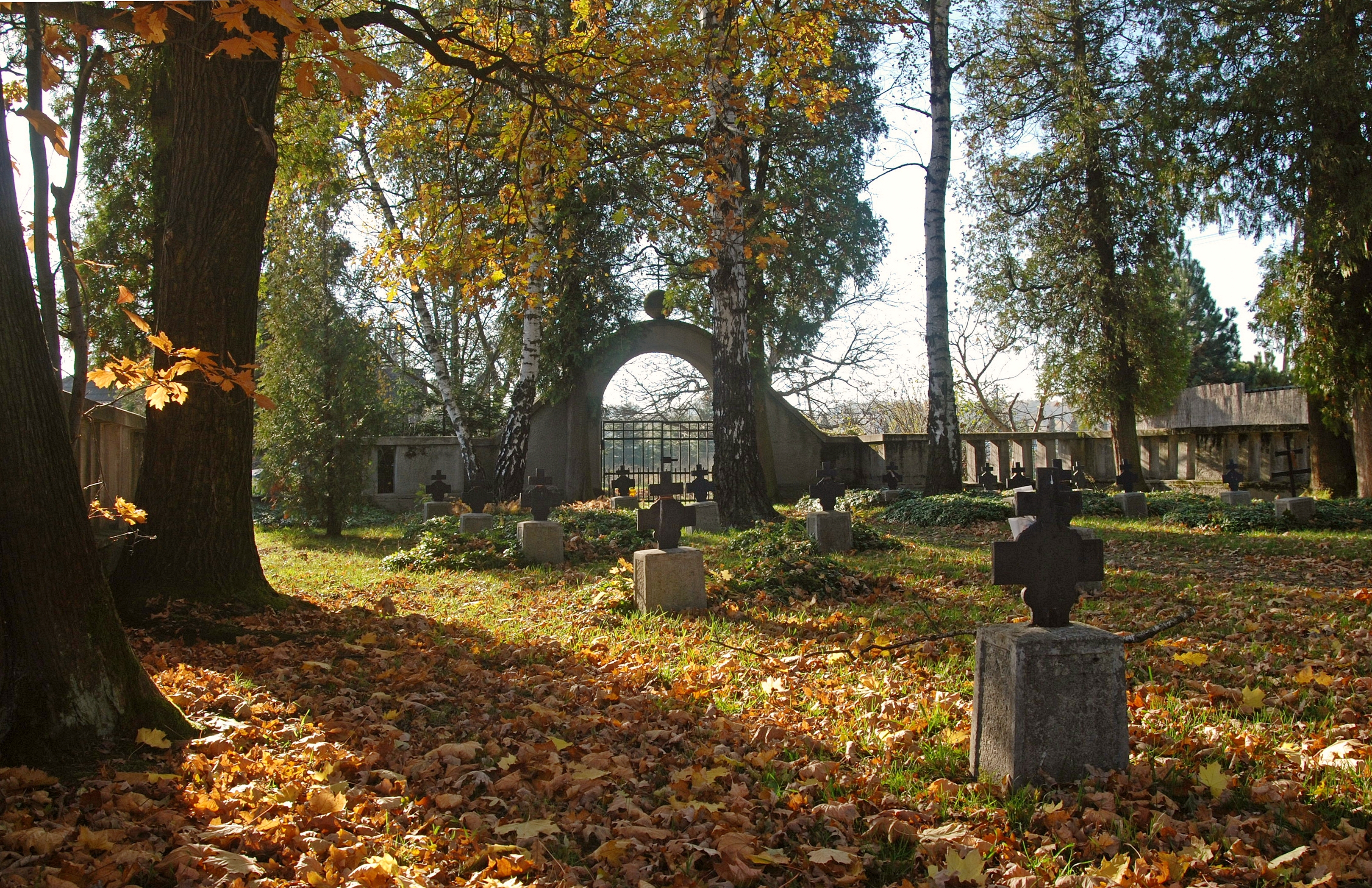
Cmentarz wojenny nr 98 "Glinik"

Cmentarz projektował Hans Mayr. Pochowano na nim 254 żołnierzy rosyjskich w 33 grobach zbiorowych i 6 pojedynczych. Polegli w maju 1915 w bitwie pod Gorlicami.
Numer rejestru: A-637 z 30.10.1991

## Domy

### Dom „Szklarczykówka”

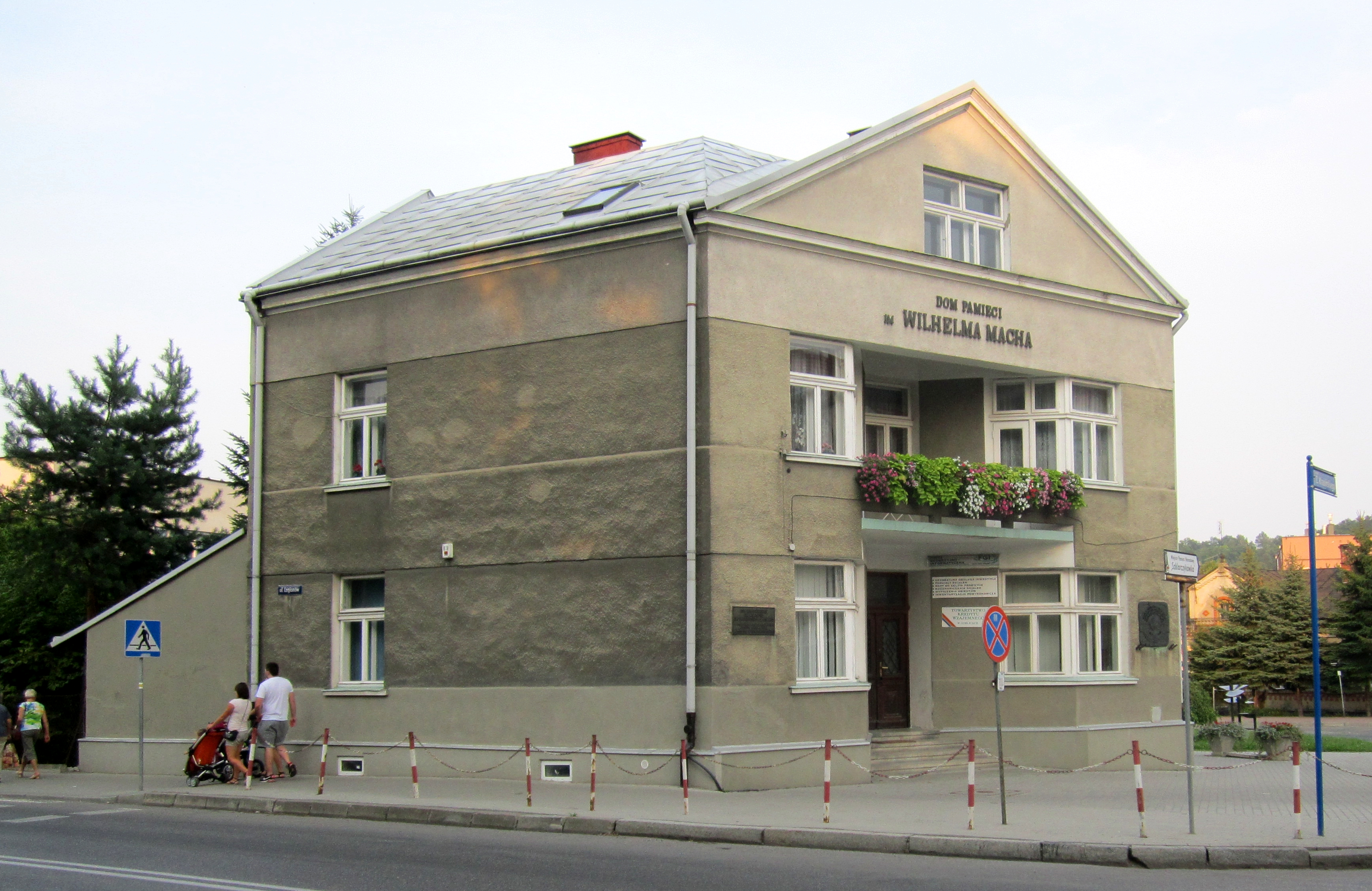
Dom Szklarczykówka

Dom czynszowy (ul. Legionów 13) został wzniesiony w latach 1932-1933 z inicjatywy Józefa Szklarczyka. Budynek zbudowano z cegły z użyciem kamienia, jest to podpiwniczony dwuskrzydłowy piętrowy budynek wykonany w stylu modernistycznym.  Od marca 1941 roku znajdowała się w nim siedziba Gestapo, przypomina o tym tablica upamiętniająca martyrologię mieszkańców miasta w czasie okupacji niemieckiej. Po remoncie nosi nazwę: Dom Pamięci im. Wilhelma Macha.
Numer rejestru: A-595 z 14.03.1989

### Dom (Rynek 6-7)

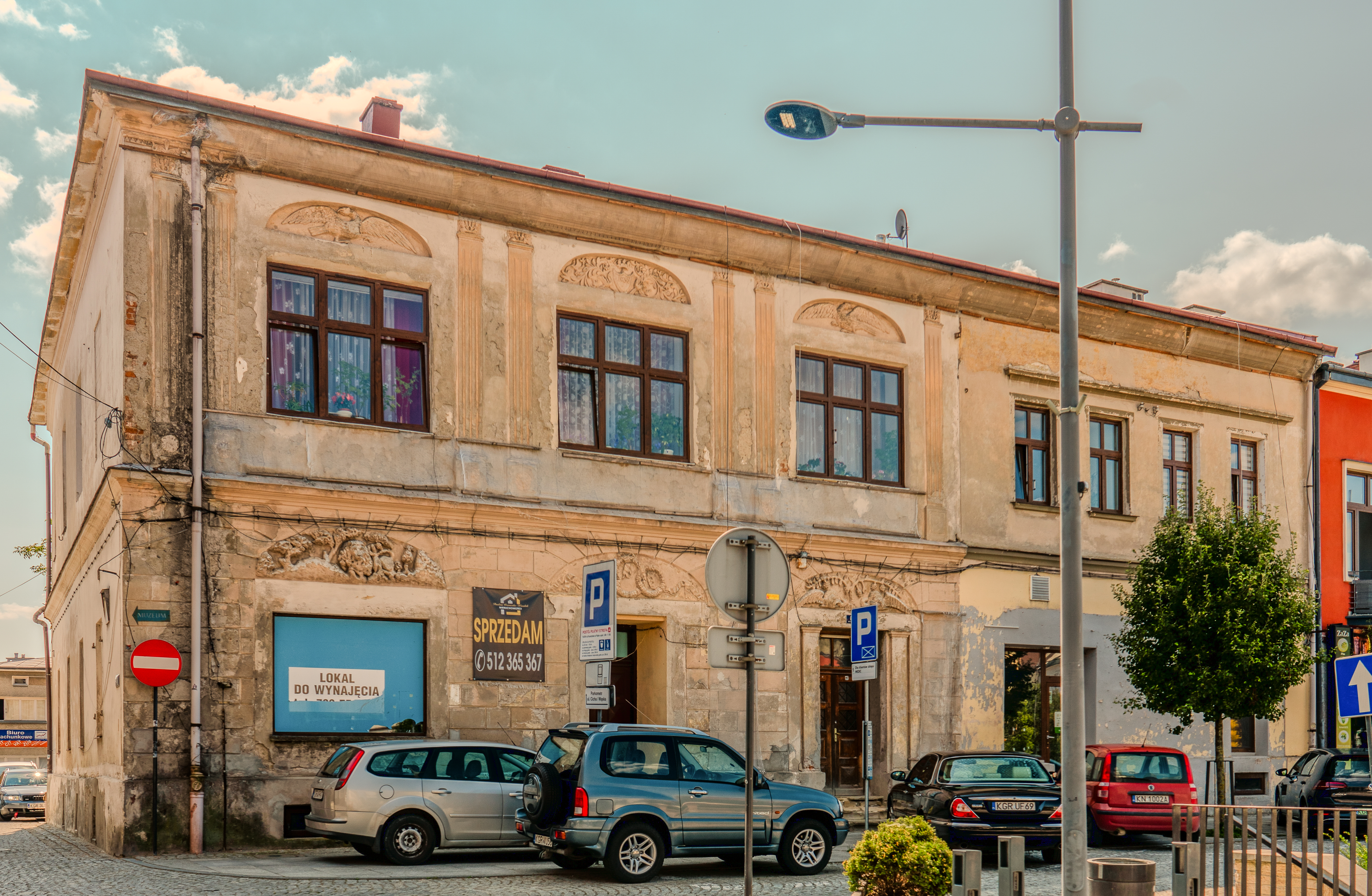
Dom (Rynek 6-7)

Pierwotnie były to dwa domy murowane zbudowane w XVII i XVIII wieku, zostały scalone po gruntownym remoncie przeprowadzonym w 1837 roku. Na parterze dawnego budynku nr 6 znajdują się trzy kamienne portale. Klasycystyczna fasada z artykulacją pilastrową oraz dekoracją sztukatorską w nadokiennikach obu kondygnacji ukształtowana została w czasie scalania. 
Numer rejestru: A-537/49

### Dom (ul. Wąska 11)

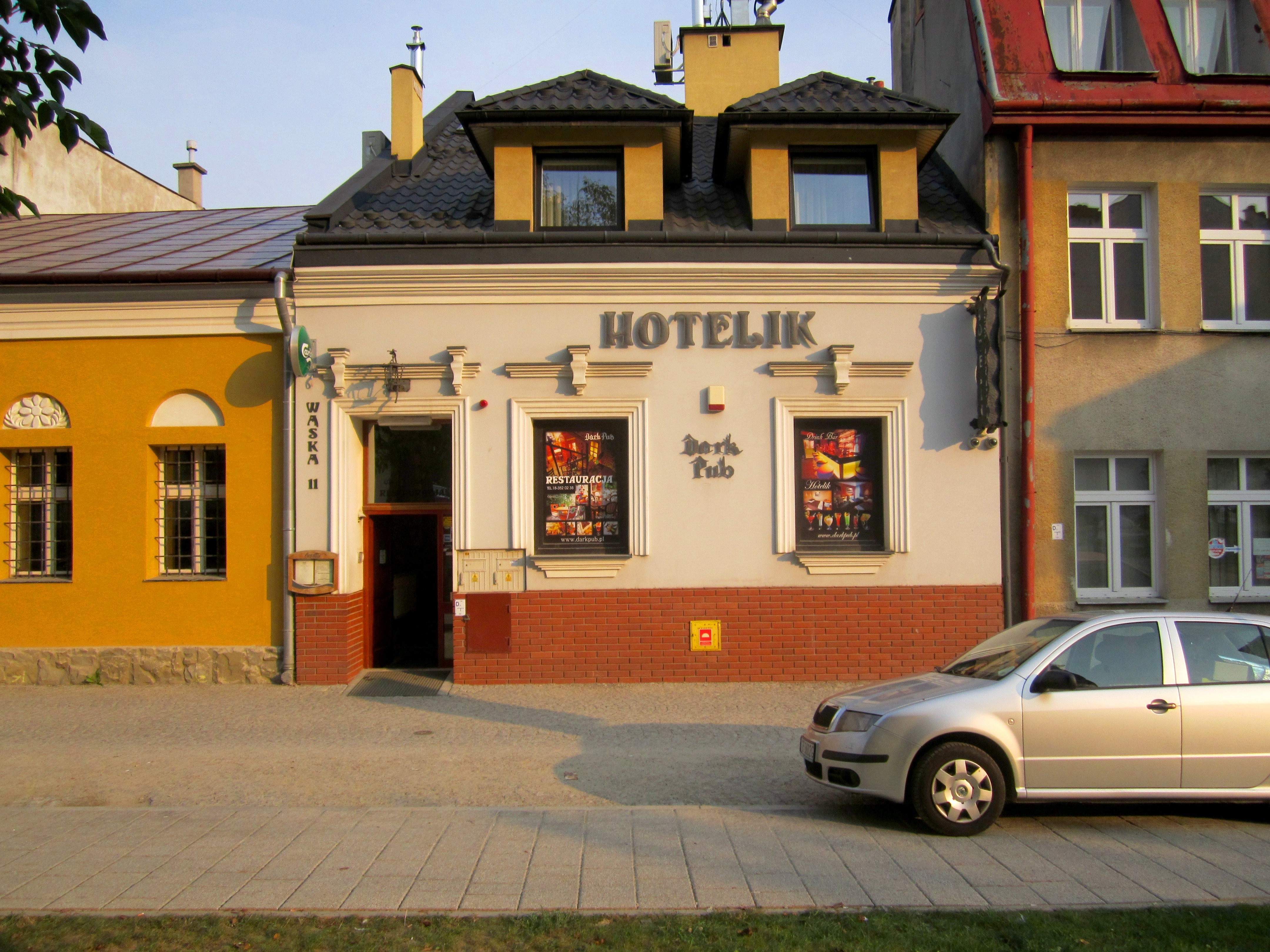
Dom przy ul. Wąskiej 11

Murowany parterowy budynek z użytkowym poddaszem zbudowany w XIX wieku. Obecnie wykorzystywany na działalność hotelową i gastronomiczną.
Numer rejestru: A-536/49